# 巴塞隆納高級管理學院

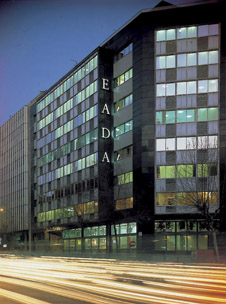
巴塞隆納高級管理學院

巴塞隆納高級管理學院（英文：EADA Business School，西班牙文：Escuela de Alta Dirección y Administración）是西班牙一所私立商學院，坐落在巴塞隆納。該院創建於1957年，是最早致力於商業學術研究的西班牙教育單位`。在眾多西班牙商學院中，該校排名位居第四，並於全歐洲排名位居25。
巴塞隆納高級管理學院本身只授予學生碩士學位，但它同時與其它教育機構合作辦學，為學生提供雙學位機會，也為和剛畢業的大學生提供培訓以及就業輔導。該院極為注重於上課所學以及實際應用（Learning by Doing），與約350間公司有合作。

## 歷史
創立的前兩年，EADA實際唯一間商業管理顧問公司。1959年，轉型成為致力於培養工商管理的專業人才。於1967年成為公眾有限公司。1990年，巴塞隆納高級管理學院遷移至巴塞隆納市中心，坐落於亞拉貢街，並於同年成立Collbató訓練中心，培養公共演講，職涯規劃，領導能力等不同能力的發展。此外，该校也是世界少數獲得AACSB、AMBA和EQUIS三項頂尖認證的商學院。

## 學術
巴塞隆納高級管理學院提供一年全日制工商管理碩士（MBA）以及半日制碩士，領域：市場行銷（Marketing），人力資源（Human Resources），財務金融（Fianace），飯店管理（Tourism and Hospitality），會計學（Accounting and Finance），並分別有英文為主以及西班牙文為主的課程。
除此之外，巴塞隆納高級管理學院亦從1967年起提供PGD（General management Program）以及PDA（Management and Administration Program）。

### 院校排名及招生
2008年，巴塞隆納高級管理學院在金融時報（Financial Times）公布的世界MBA課程排名中為95名。
2010年，於金融時報（Financial Times）公布的世界全日制MBA課程排名中為84名，並為歐洲第24名。
2011年，於經濟學人（The Economist）公布的全日制MBA排名為世界95名。
2013年，於金融時報（Financial Times）公布的Master in Management排名為世界20名，並且於畢業後職業發展排名第11名，Master in Finance 排名為21名。
報讀學院的巴塞隆納高級管理學院申請者來自於不同的背景和機構，至2013年為止，90%的學生皆為國際學生，數量以來自歐洲各國以及美洲居多，亞洲學生較少。院方根據他們在本科階段的學業情況以及GMAT的成績、托福、推薦信、書面申請等作出評估，之後面試。申請者過去的工作和現實經驗及其成就，也會作為其參考依據。

### 教師及學生
2013年資料統計，學區內48%教職員為非本國人，55%教職員擁有至少一個博士學位。
2013年資料顯示，畢業於巴塞隆納高級管理學院後（3年），MBA畢業生平均薪資為87093美元/年，EMBA為87690美元/年。